# 馬爾甘
馬爾甘·菲利佩·席尔瓦·達奧利華拉（葡萄牙語：Malcom Filipe Silva de Oliveira；1997年2月26日—），简称马尔科姆（葡萄牙語：Malcom，發音：[ˈmawkõ]），是一名巴西職業足球員，現時效力沙特职业足球联赛球隊希拉爾。司職前鋒。

## 球會生涯

### 哥連泰斯
馬爾甘於巴西甲組足球聯賽球隊哥連泰斯開始其職業生涯。2014年，時任領隊提升他至一線隊。馬爾甘於2015年巴西甲組足球聯賽舉行時為球隊的主力球員。2年間，他共為球隊上陣73場，攻入10球。

### 波爾多
2016年1月31日，馬爾甘轉會至法國甲組足球聯賽球隊波爾多，轉會費並未有公佈。他表現良好，迅速獲大量球迷的喜愛。

### 巴塞隆拿
2018年7月24日，馬爾甘轉會至西甲球队巴塞隆拿，簽約5年，轉會費為4,200萬歐元。

## 國家隊生涯
2015年，馬爾甘曾被巴西 U20徵召，參加2015年南美洲青年足球錦標賽的比賽，他為球隊上陣6次，攻入1球。巴西最終以第4名完成賽事。
5月17日，因傷退隊，馬爾甘獲補選進入巴西隊參加2015年國際足協U-20世界盃的大軍名單。他上陣了5場比賽，於決賽亦有上陣，但球隊最終不敵塞爾維亞隊。
2021年7月，馬爾甘代表巴西23歲以下國家足球隊出戰2020年夏季奧林匹克運動會男子足球比賽。2021年8月7日，2020年夏季奧林匹克運動會男子足球比賽決賽的加时赛上，他攻入制胜一球，最终巴西2-1战胜西班牙奪得金牌。

## 生涯統計
截至2018年1月3日
| 球會     | 賽季        | 聯賽 | 聯賽 | 盃賽 | 盃賽 | 聯賽盃 | 聯賽盃 | 洲際比賽 | 洲際比賽 | 洲際聯賽 | 洲際聯賽 | 總計 | 總計 |
| 球會     | 賽季        | 出場 | 入球 | 出場 | 入球 | 出場   | 入球   | 出場     | 入球     | 出場     | 入球     | 出場 | 入球 |
| -------- | ----------- | ---- | ---- | ---- | ---- | ------ | ------ | -------- | -------- | -------- | -------- | ---- | ---- |
| 哥連泰斯 | 2014年      | 20   | 2    | 3    | 0    | —      | —      | 0        | 0        | 2        | 0        | 24   | 2    |
| 哥連泰斯 | 2015年      | 31   | 5    | 2    | 0    | —      | —      | 3        | 0        | 10       | 3        | 46   | 8    |
| 哥連泰斯 | 總計        | 51   | 7    | 5    | 0    | —      | —      | 3        | 0        | 12       | 3        | 73   | 10   |
| 波爾多   | 2015-16賽季 | 12   | 1    | 1    | 1    | 0      | 0      | 0        | 0        | —        | —        | 13   | 2    |
| 波爾多   | 2016-17賽季 | 37   | 7    | 4    | 0    | 4      | 2      | —        | —        | —        | —        | 45   | 9    |
| 波爾多   | 2017-18賽季 | 19   | 7    | 1    | 0    | 0      | 0      | 2        | 0        | —        | —        | 22   | 7    |
| 波爾多   | 總計        | 68   | 15   | 6    | 1    | 4      | 2      | 2        | 0        | —        | —        | 80   | 18   |
| 生涯總計 | 生涯總計    | 119  | 22   | 11   | 1    | 4      | 2      | 5        | 0        | 12       | 3        | 153  | 28   |

## 榮譽

### 球會
哥林多人
- 巴西甲組足球聯賽：2014-15

 巴塞隆納
- 西甲冠軍：2018-19
- 西班牙超級盃冠軍：2018

 辛尼特
- 俄羅斯足球超級聯賽冠軍：2019-20、2020-21[9]
- 俄羅斯盃冠軍：2019-20
- 俄羅斯超級盃冠軍：2020、2021[10]

 希拉爾
- 沙特超級盃冠軍：2023[11]
- 沙烏地職業足球聯賽冠軍：2023–24

### 國家隊
巴西U23
- 奧林匹克運動會足球比賽冠軍：2020

## 外部連結
- Soccerway資料庫：馬爾甘
- 馬爾甘 （页面存档备份，存于）於Ogol.com網站上的資料
- 馬爾甘於Ligue 1.com網站上的資料
- 馬爾甘 （页面存档备份，存于）於Girondins.com網站上的資料